# Flaga Nowej Zelandii
Flaga Nowej Zelandii – jeden z symboli państwowych Nowej Zelandii.
W kantonie znajduje się Union Jack wskazujący na kolonialną przeszłość tego kraju, który był dawniej brytyjskim dominium. Cztery gwiazdy tworzące gwiazdozbiór Krzyża Południa, symbolizują położenie kraju na półkuli południowej. Proporcje flagi wynoszą 1:2.
Flaga została przyjęta 24 marca 1902 roku.
Ogólny wygląd flagi nawiązuje do flagi australijskiej.
Tocząca się przez wiele lat debata nad ewentualną zmianą wzoru flagi zaowocowała przeprowadzeniem dwóch referendów na przełomie 2015 i 2016 roku. W wyniku głosowania dotychczasowy wygląd flagi państwowej został utrzymany.

## Konstrukcja flagi

Konstrukcja flagi

| niebieski | biały   | czerwony |
| --------- | ------- | -------- |
| #000066   | #FFFFFF | #CC0000  |